# Flavoparmelia haysomii
Flavoparmelia haysomii är en lavart som först beskrevs av C. W. Dodge, och fick sitt nu gällande namn av Hale. Flavoparmelia haysomii ingår i släktet Flavoparmelia och familjen Parmeliaceae.   Inga underarter finns listade i Catalogue of Life.